# Pietro Di Marco
Pietro Di Marco (Palermo, 3 novembre 1831 – Roma, 15 settembre 1904) è stato un magistrato e politico italiano.